# 玊況
玊況（？—51年），表字文伯，京兆郡杜陵縣（今陝西省西安市）人，东汉时期的大臣。
玊況先世為杜陵望族，他篤志好學，高亮志節，官至陳留郡太守，善行德教。漢光武帝建武二十三年（47年）五月初八，大司徒蔡茂去世。九月十三日，光武帝劉秀任命陈留太守玊况为大司徒。建武二十七年（51年）四月廿一日，大司徒玊况去世。五月十一日，光武帝下诏，将大司徒、大司空的“大”字全都去掉，改大司马为太尉。骠骑大将军行大司马刘隆即日罢，以太仆赵熹为太尉，大司农冯勤为司徒。